# Madame Récamier (film fra 1920)
Madame Récamier er en tysk stumfilm fra 1920 af Joseph Delmont.

## Medvirkende
- Fern Andra som Madame Récamier
- Bernd Aldor som Talma
- Albert Steinrück
- Ferdinand von Alten som Napoleon Bonaparte
- Johanna Mund som Joséphine de Beauharnais
- Viktor Senger som Pierre Bernard
- Else Wasa som Marie
- Rudolf Lettinger som Jacques Récamier
- Hermann Böttcher som Fouche
- Adolf E. Licho som Robert
- Emil Rameau som Dufrand
- Walter Formes som Artois
- Doris Schlegel som Blanche
- Boris Michailow som Constand